# Тексториус, Эстер
Эстер Тексториус (швед. Ester Vilhelmina Textorius, 22 августа 1883 — 13 февраля 1972) — шведская театральная и киноактриса и оперная певица.

## Биография
Эстер Вильгельмина Петтерссон родилась в 1883 г. в Вестеросе. Она начала свою актёрскую карьеру, откликнувшись на объявление театрального режиссёра Эмиля Хилльберга. Её дебют состоялся в 1901 г. в хальмстадском театре в роли Паулы в пьесе Fri vilja. Обучившись у Эмиля Хилльберга и актрисы Юсефины Гулльберг, Эстер несколько лет работала в нескольких провинциальных театральных труппах. Она получила возможность работать вместе с известным актёром и режиссёром Густавом Фредриксоном. Любимой её ролью в то время была Кате в пьесе Gamla Heidelberg. Тогда же она встретила актёра Оскара Тексториуса, за которого в 1904 году вышла замуж.
В Стокгольме Эстер впервые выступила в 1907 г. — это был фарс, поставленный на сцене Djurgårdsteatern. В 1909—1910 гг. она участвовала в театральных постановках вместе с Антоном Сальмсоном в недавно открытом Operett-teatern в Эстермальме в Стокгольме. В 1911—1918 гг. Эстер работала в Vasateatern. В течение этого времени она сыграла во множестве оперетт, хотя и не считала себя талантливой певицей и в дальнейшем предпочитала театральные роли. Она также играла в ревю.
В 1911 г. Эстер вместе с мужем снялись в короткометражном немом фильме Анны Хофман-Уддгрен Stockholmsfrestelser. Известной киноактрисой она, однако, не стала, и в 1940-х годах снялась в нескольких фильмах в основном в комедийных ролях. К 1912 г. она сделала несколько музыкальных записей с лейблом Odeon.
В 1919—1925 гг. Эстер с мужем работали в Гётеборге, она в том числе в театре 'Folkteatern, Göteborg, в дальнейшем они вернулись в Стокгольм, где её муж стал директором Oscarsteatern и Vasateatern, а в 1931—1933 гг. возглавлял Odéonteatern, Stockholm.
В 1938 г. Эстер овдовела. В том же году она сыграла свою последнюю театральную роль в пьесе Паулины Бруниус Kvinnorna на сцене Королевского драматического театра.
Ушла из жизни в 1972 году в Стокгольме.

## Фильмография
- Stockholmsfrestelser (1911)
- Damen med kameliorna (1925)
- Lärarinna på vift (1941)
- Sexlingar (1942)
- Stora skrällen (1943)